# Enver Yalcin Özdiker

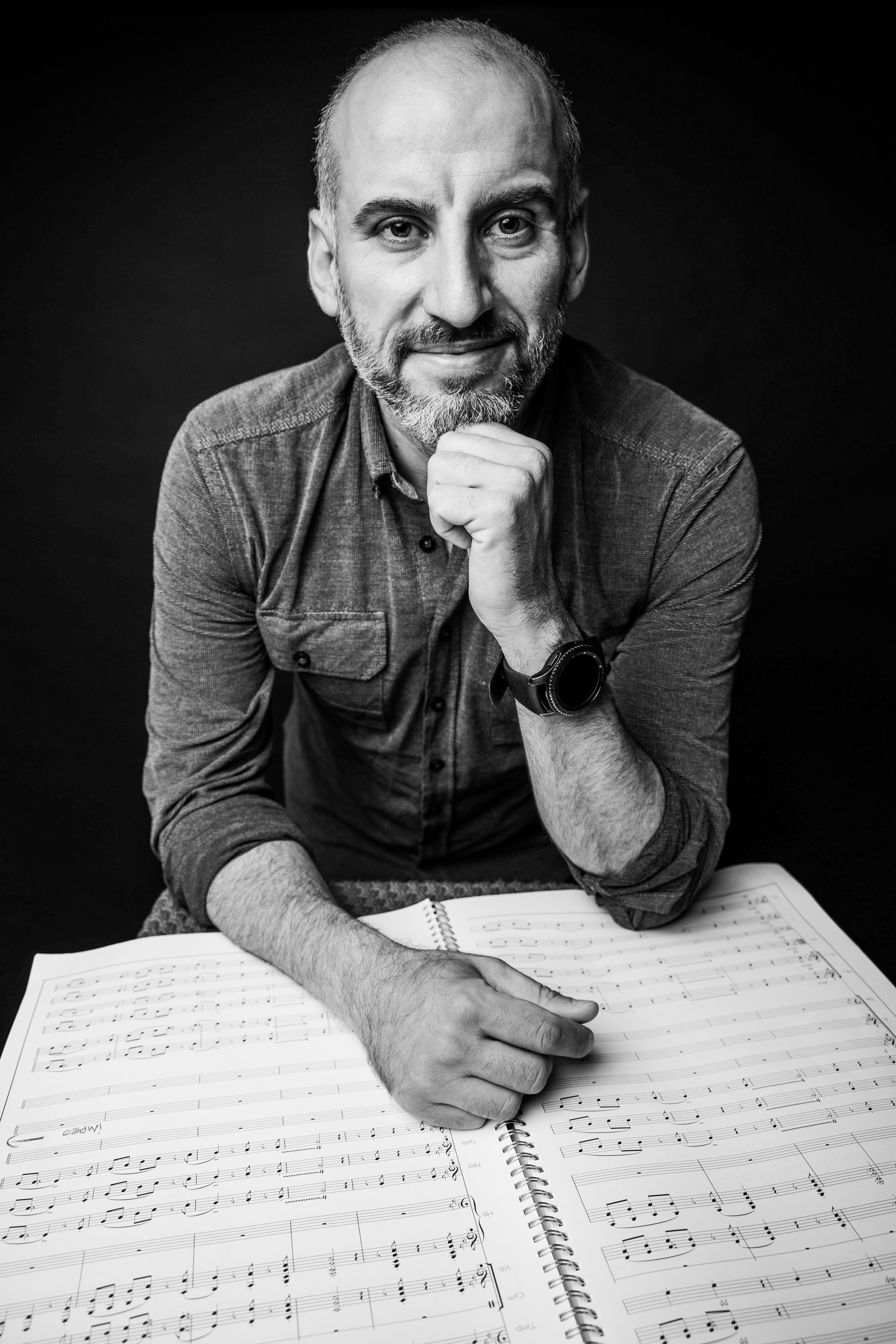
Enver Yalçın Özdiker

Enver Yalçın Özdiker (* 16. Mai 1981 in Ankara) ist ein türkischer Komponist, Dirigent und Opernsänger.

## Werdegang
Nachdem er im Grundschulalter ersten Musikunterricht erhalten hatte, entwickelte er in seinen Jugendjahren besondere Interessen an Gesang, Klavier- und Gitarrenspiel sowie der Arbeit mit dem Synthesizer, die ihn bis heute begleiten. Nach dem Abitur in der Türkei nahm er ein Gesangsstudium am staatlichen Konservatorium der Universität Selçuk auf, das er im Jahr 2003 mit dem Diplom beschloss. Sein musikalischer Werdegang führte ihn im folgenden Jahr nach Deutschland an die Folkwang Universität der Künste in Essen, wo er Komposition bei Günter Steinke, Dirigieren bei David de Villiers und Klavier bei Wolfgang Klein-Richter studierte (Diplomabschluss 2010).
In zahlreichen Uraufführungen zeitgenössischer Kompositionen und interkulturellen Konzerten war er als Dirigent tätig.
Als Komponist arbeitete er u. a. mit den Bochumer Symphonikern, den Duisburger Philharmonikern, den Hagener Philharmonikern, den Dortmunder Philharmonikern, dem Ensemble Linea, dem Ensemble Folkwang Modern, dem Ensemble e-mex und dem Ensemble Hezarfen zusammen. In der Spielzeit 2012 wurde seine erste Oper „Aufstand“, die in Zusammenarbeit mit dem Schriftsteller Feridun Zaimoglu entstand, mehrmals auf den Wuppertaler Bühnen aufgeführt.
2019 hat er seine zweite Oper „Hej, Stadt“ komponiert und die Uraufführung an dem Dortmunder Opernhaus selbst dirigiert.
Neben der professionellen Musikszene im Ruhrgebiet setzt er sich für die Laienmusikszene, vor allem im interkulturellen Bereich, ein. Er komponierte Auftragswerke für den Landesmusikrat NRW, übernahm Forschungsarbeiten und bot im Rahmen des Projektes „Brückenklang“ Workshops an. Für den Chorverband NRW ist er als Chorleiter und Arrangeur tätig. Beim Landeschorwettbewerb NRW 2017 und 2022 war er Jurymitglied in den Bereichen Pop, Jazz und Interkulturelle Chöre.
Als Musikpädagoge lehrt Özdiker an der städtischen Musikschule Bochum das Fach Gitarre und Gesang sowie an der Landesmusikakademie NRW die Fächer Musiktheorie und Arrangement.
Als Dirigent leitet er seit 2013 den Nefes Chor und Ensemble an der Universität Duisburg-Essen und Model Chor an der Musikschule Bochum.
| Personendaten    | Personendaten                                  |
| ---------------- | ---------------------------------------------- |
| NAME             | Özdiker, Enver Yalcin                          |
| ALTERNATIVNAMEN  | Özdiker, Enver Yalçın                          |
| KURZBESCHREIBUNG | türkischer Komponist, Dirigent und Opernsänger |
| GEBURTSDATUM     | 16. Mai 1981                                   |
| GEBURTSORT       | Ankara                                         |